# Ламотриджин

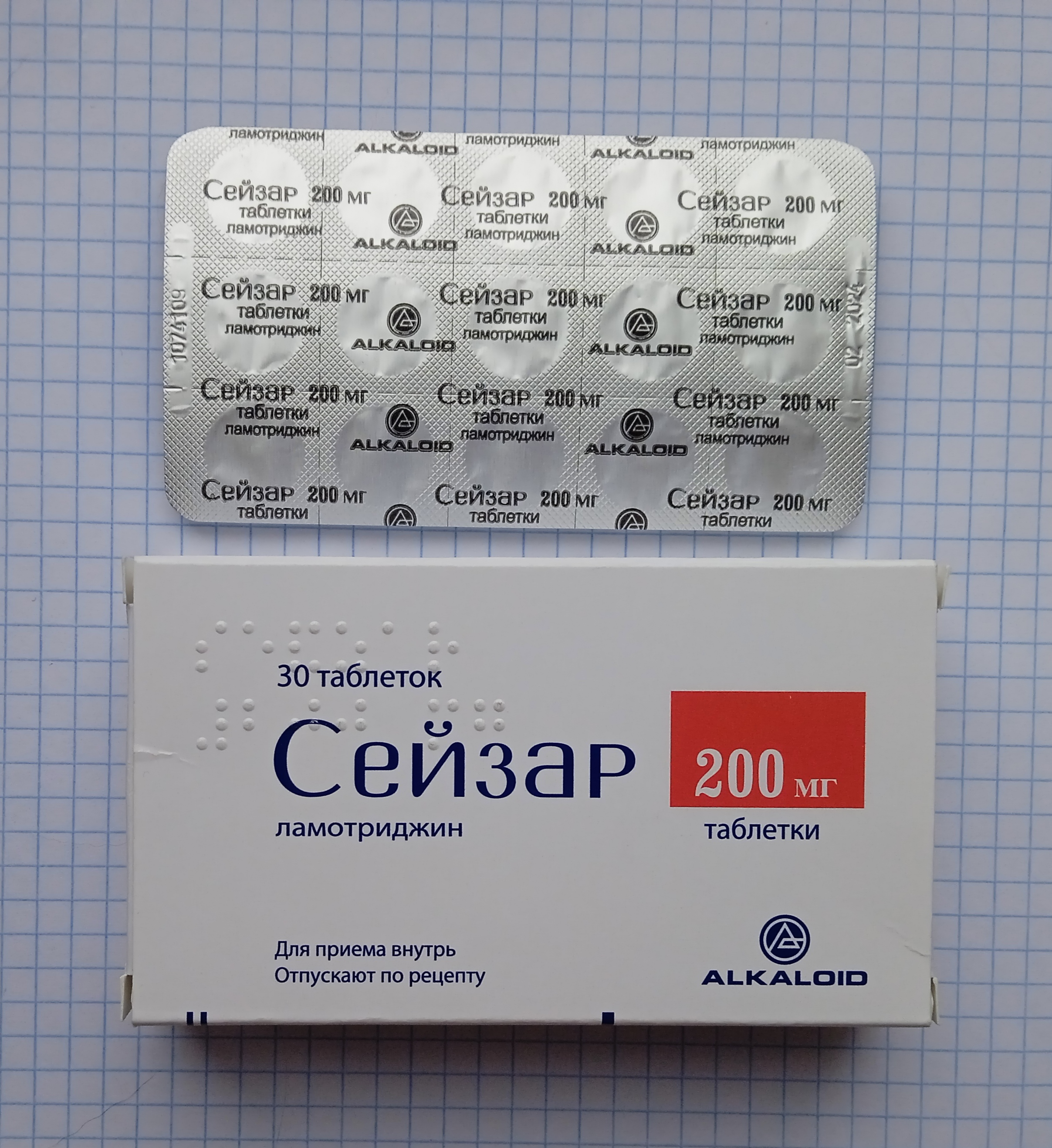
Сейзар 200 мг (дженерик ламотриджина)

Ламотриджи́н — противоэпилептическое лекарственное средство, применяемое при лечении эпилепсии и биполярных расстройств; обладает также нормотимической активностью.

## Механизм действия
Механизм действия ламотриджина точно не известен; препарат разрабатывался как антагонист фолиевой кислоты, однако этот его эффект оказался слабым. Предполагается, что он стабилизирует пресинаптические нейрональные мембраны, блокирует потенциалзависимые натриевые каналы и предотвращает высвобождение возбуждающих нейромедиаторных аминокислот (преимущественно глутамата, а также аспартата). Глутамат, являясь возбуждающим нейромедиатором мозга, играет главную роль в возникновении эпилептических приступов.

## Показания к применению
Препарат применяется при следующих показаниях:
- эпилепсия (парциальные или генерализованные припадки, включая тонико-клонические судороги, а также припадки при синдроме Леннокса — Гасто у взрослых и детей);
- биполярные расстройства с преимущественно депрессивными фазами у пациентов в возрасте 18 лет и старше.

При эпилепсии ламотриджин применяется в лечении парциальных эпилептических припадков, первичных и вторичных тонико-клонических судорог и припадков, связанных с синдромом Леннокса — Гасто. Может оказывать противосудорожное действие при неэффективности других противоэпилептических лекарственных средств.
Возможная антидепрессивная активность препарата не подтверждена, однако он рекомендован для лечения и профилактики депрессивных эпизодов в составе биполярного расстройства I типа. Предполагается, что у пациентов с депрессией в рамках биполярного расстройства монотерапия антидепрессантами нежелательна из-за возможного ухудшения течения биполярного расстройства. Официальные рекомендации, опубликованные Американской психиатрической ассоциацией, рекомендуют с самого начала вообще не использовать антидепрессанты в качестве монотерапии у этих пациентов; вместо монотерапии антидепрессантами предлагается одномоментное назначение как минимум комбинированной терапии. Ламотриджин и соли лития рекомендуется использовать в качестве средств «первой линии» на этапе активной терапии — либо без антидепрессантов, либо в сочетании с ними.
Офф-лейбл ламотриджин применяется для лечения синдрома деперсонализации — дереализации (в сочетании с селективными ингибиторами обратного захвата серотонина (СИОЗС)), шизоаффективного расстройства, пограничного расстройства личности, длительного психического расстройства, вызванного галлюциногенами, резистентного обсессивно-компульсивного расстройства.
Компания GlaxoSmithKline исследовала ламотриджин для лечения СДВГ, получив неубедительные результаты. Негативного воздействия на когнитивные функции не наблюдалось, однако единственным статистическим улучшением основных симптомов СДВГ было улучшение в тесте на последовательное добавление слуховой информации, который измеряет скорость слуховой обработки и способность к вычислениям. Другое исследование показало, что ламотриджин может быть безопасным и эффективным вариантом лечения для взрослых с СДВГ, сопутствующим биполярной и рецидивирующей депрессией.
За пределами психиатрии препарат офф-лейбл используется также для лечения периферической невропатии, невралгии тройничного нерва, кластерных головных болей, мигрени и для уменьшения нейропатической боли.
Особую ценность препарату придаёт отсутствие свойства вызывать увеличение веса при длительном приёме, что может обосновать необходимость перевода на него с других препаратов (включая литий) пациентов со склонностью к ожирению.

## Фармакокинетика
После приёма внутрь ламотриджин быстро и полностью абсорбируется из ЖКТ.
Сmax достигается примерно через 2,5 ч. Ламотриджин имеет линейный фармакокинетический профиль при приёме в дозах до 450 мг. Время достижения Сmax слегка увеличивается после приёма пищи, но уровень абсорбции остается неизменным.
Степень связывания ламотриджина с белками плазмы — около 55 %.
Vd составляет 0,92—1,22 л/кг.
Ламотриджин подвергается метаболизму при участии фермента глюкуронилтрансферазы. Не влияет на фармакокинетику других противоэпилептических препаратов.
У взрослых клиренс ламотриджина составляет в среднем 39±14 мл/мин. Клиренс и t½ ламотриджина не зависят от дозы. Ламотриджин метаболизируется до глюкуронидов, которые выводятся с мочой. Менее 10 % активного вещества выделяется с мочой в неизменённом виде. Около 2 % выводится с калом.
Клиренс ламотриджина, рассчитанный по массе тела, выше у детей, чем у взрослых; он наиболее высок у детей до 5 лет. У детей t½ ламотриджина обычно меньше, чем у взрослых.
Не наблюдалось клинически значимых отличий клиренса ламотриджина у молодых и пожилых пациентов.
У беременных клиренс возрастает с увеличением срока беременности, что приводит к более низким уровням ламотриджина в сыворотке крови. После родов концентрация ламотриджина в крови быстро возвращается к уровню до зачатия.
У пациентов с хронической почечной недостаточностью и пациентов, находящихся на гемодиализе, средние значения клиренса составляют 0,42 мл/мин/кг (хроническая почечная недостаточность), 0,33 мл/мин/кг (между сеансами гемодиализа) и 1,57 мл/мин/кг (во время гемодиализа). Средние значения t½ составляют соответственно 42,9 ч, 57,4 ч и 13 ч. В течение 4-часового сеанса гемодиализа из организма выводится около 20 % ламотриджина.
У пациентов с нарушениями функции печени легкой, средней и тяжелой степени (классы A, B и C по Чайлд-Пью) средние значения клиренса ламотриджина составляют 0,31, 0,24 и 0,1 мл/мин/кг соответственно.

## Побочное действие
Ламотриджин может вызывать рвоту, диарею, тошноту, боль в животе, запоры:23, диспепсию, ринит, бессонницу, чувство усталости, седацию, сонливость, головную боль, головокружение, тремор, тики (моторные и голосовые), хорею, миоклонии, атаксию:51—53, двоение в глазах, нечёткость зрения, спутанность сознания, тревожность, раздражительность.
Через 2—3 месяца после начала лечения ламотриджином может происходить выпадение волос.
Как и ряд других противоэпилептических препаратов, ламотриджин может вызывать аггравацию — учащение, утяжеление эпилептических приступов, возникновение у пациента новых видов приступов:68. В частности, риск аггравации при приёме ламотриджина существует у пациентов с тяжёлой миоклонической эпилепсией младенчества (синдромом Драве), идиопатическими генерализованными формами эпилепсии, ювенильной миоклонической эпилепсией, эпилепсией с миоклоническими абсансами, роландической эпилепсией, идиопатическими фокальными формами эпилепсии, синдромом Веста:150—151.
Наиболее значимое побочное действие ламотриджина — кожные высыпания, наблюдаемые примерно в 10 % случаев назначения препарата. Имеются сообщения о редких случаях тяжёлых, потенциально опасных для жизни системных реакциях гиперчувствительности, включая синдром Стивенса — Джонсона:22, токсический эпидермальный некролиз, синдром лекарственной гиперчувствительности. Помимо сыпи, они могут сопровождаться нарушениями со стороны крови и функций внутренних органов, лихорадкой и др.:36—37
Лечение ламотриджином может приводить к развитию диссеминированного внутрисосудистого свёртывания крови:29.
Одним из осложнений при приёме ламотриджина является почечная недостаточность:46.
При приёме ламотриджина возможно, хотя и в редких случаях, лекарственное поражение печени, которое в большинстве случаев является обратимым и проходит при отмене препарата. Оно может приводить к смерти от печёночной недостаточности, повлечь за собой необходимость трансплантации печени.
Для препарата отмечен риск развития лекарственного асептического менингита.
Приём ламотриджина может приводить к повышению уровня гомоцистеина, снижению уровня фолатов и витамина B6 в плазме крови; высказывается утверждение, что это обусловливает риск развития сердечно-сосудистых заболеваний:50.
При приёме ламотриджина отмечалось удлинение интервала QT, развитие сердечных аритмий.
По данным M. Mula и J. W. Sander (2007), ламотриджин относится к противоэпилептическим препаратам с низким риском развития депрессии (<1% случаев), по данным F. Andersohn и соавторов (2010) — к группе низкого риска развития суицидального поведения. Этому мнению противоречат результаты более поздних исследований: так, по данным J. B. Olesen и соавторов (2010), ламотриджин повышал риск самоубийства у пациентов с эпилепсией вскоре после начала лечения, а исследование R. A. Machado и соавторов (2011) с участием 131 пациента с эпилепсией, которые находились под наблюдением в течение 5 лет, показало, что терапия ламотриджином приводит к повышению риска депрессивных эпизодов, суицида и суицидальных попыток.
В больших дозировках у некоторых людей может вызывать эйфорию.

### У беременных
Риск, связанный с приёмом ламотриджина во время беременности, ниже, чем при приёме вальпроатов или карбамазепина. Сведения о том, обладает ли ламотриджин тератогенным эффектом, противоречивы. Анализ регистров беременности и других исследований показал, что большие врождённые аномалии развиваются у 2,6—3,2% детей, чьи матери принимали ламотриджин во время беременности. Эта частота не отличается от частоты врождённых дефектов у населения в целом. Но, согласно данным одного из регистров беременности, риск развития лицевых расщелин при приёме ламотриджина во время беременности повышен и составляет 0,89% из 564 случаев. Сходные данные показал и ряд других исследований.
Согласно данным Регистра беременности Великобритании, тератогенное действие ламотриджина носит дозозависимый характер: риск врождённых
аномалий повышается при приёме этого препарата в высоких суточных дозах — выше 200 мг/сут. Но, по данным Австралийского регистра беременности и регистра производителя «Ламиктала», такая зависимость отсутствует.
У новорождённых, чьи матери принимали ламотриджин в период беременности, могут развиться токсические эффекты, включая кожные сыпи. Их повышенный риск связан с тем, что данный препарат метаболизируется главным образом путём глюкуронирования — видом метаболизма, находящимся у новорождённых в очень незрелом состоянии.

## Меры предосторожности
Перед назначением противоэпилептического препарата рекомендуется провести ряд обследований и проанализировать анамнез пациентов, см. Побочные эффекты противосудорожных средств#Перед началом терапии.
С осторожностью назначают ламотриджин пациентам с аллергическими заболеваниями в анамнезе (атопическим дерматитом, бронхиальной астмой и др.), наличием в анамнезе тяжёлых аллергических реакций на лекарства и пищевые продукты у пациента либо его родственников первой линии родства (особенно у одного из близнецов):58.
При приёме противосудорожных препаратов следует регулярно проводить такие обследования, как общий анализ крови с определением количества тромбоцитов и времени крототечения, биохимический анализ крови, общий анализ мочи, УЗИ органов брюшной полости и почек:63—65. В частности, важен регулярный контроль показателей печёночных ферментов и другие исследования состояния печени
В начале лечения ламотриджином необходимо медленно титровать дозу, что связано с риском развития в первые 8 недель кожных сыпей, в редких случаях — вплоть до развития синдрома Стивенса — Джонсона и синдрома Лайелла. Медленная титрация дозы уменьшает риск развития тяжёлых, жизнеугрожающих сыпей и при этом не снижает общий риск развития доброкачественных сыпей.
При терапии ламотриджином важно (особенно в первые несколько месяцев) отслеживать появление кожной сыпи. При возникновении кожной сыпи препарат следует отменить, поскольку возможна трансформация этого осложнения с развитием тяжёлых системных реакций, таких как синдром Стивенса — Джонсона:35. Возобновить приём ламотриджина в дальнейшем можно, только если сыпь была умеренно выражена и отсутствовало поражение слизистых оболочек аллергического характера, и при возобновлении приёма дозу следует наращивать медленно. Если же аллергические реакции носили более тяжёлый характер, повторный приём ламотриджина недопустим:22.
Отмена ламотриджина не обязательна, если кожные проявления соответствуют характеристикам атопического дерматита: в этих случаях кожные проявления не трансформируются в тяжёлые системные реакции идиосинкразии даже на фоне дальнейшего приёма препарата. Поэтому, если препарат эффективен, можно продолжать его приём в сочетании с антигистаминной терапией, местным лечением и соблюдением диеты:35.
В период лечения ламотриджином необходимо соблюдать осторожность при вождении автотранспорта и другой потенциально опасной деятельности, требующей повышенной концентрации внимания и быстроты психомоторных реакций. Больной должен проконсультироваться с врачом о возможности водить машину.

## Взаимодействие с другими препаратами
При совместной терапии вальпроатами реакции могут усиливаться, поскольку вальпроевая кислота ингибирует метаболизм ламотриджина. При данном сочетании требуется коррекция (снижение) дозы ламотриджина. В то же время такие противоэпилептические препараты, как фенитоин, карбамазепин, фенобарбитал, примидон, наоборот, ускоряют его метаболизм.
Ламотриджин может усиливать токсическое действие карбамазепина:19. Добавление ламотриджина к карбамазепину или окскарбазепину может вызвать развитие диплопии, при сочетанном приёме карбамазепина и ламотриджина возможна атаксия, а при терапии ламотриджином в сочетании с вальпроатом натрия был описан случай стойкого миоклонуса:52—53. При сочетанном применении ламотриджина с вальпроатом существенно увеличивается риск развития кожных сыпей. Сочетание ламотриджина с вальпроатом также повышает риск тератогенности.
Согласно как минимум двум независимым клиническим исследованиям, ламотриджин вызывает существенное снижение концентрации кветиапина при одновременном их приёме для лечения биполярных расстройств.
Ламотриджин может снижать эффективность оральных комбинированных или прогестеронсодержащих контрацептивов.
Женские гормональные контрацептивы могут вдвое увеличить скорость выведения ламотриджина; соответственно, доза ламотриджина, оптимальная на фоне приёма контрацептивов, может оказаться чрезмерной во время паузы в приёме. Также наблюдается небольшой встречный эффект в виде увеличения клиренса левоноргестрела порядка 10 % при приёме ламотриджина, что не исключает снижения эффективности контрацептивов.
Также в одном рандомизированном контролируемом клиническом исследовании было выявлено, что приём пациентами в пищу фолиевой кислоты в объёмах, сравнимых с её содержанием в витаминных добавках или богатой этим микроэлементом пище, может аннулировать терапевтический эффект ламотриджина при лечении биполярных расстройств.